# Perikles (musikgrupp)
Perikles är ett svenskt modernt  dansband, som bildades 1974 i Ystad. En av deras största hitlåtar är "Var ska vi sova i natt?" som från början är en cover från den italienska gruppen Ricchi e Poveris låt "Sarà perché ti amo".

## Karriär
Gruppen deltog i den svenska Melodifestivalen 1994 med bidraget "Vill du resa till månen med mig?".
I juli 2008 släpptes albumet Varning för hunden. Skivan spelades in i ett samarbete med skivbolaget Cardiac Records. Där inleddes även samarbetet med sångerskan Anna Hertzman i duetten "Finns det nån annan nu?".
Perikles tilldelades 2014 Ystads kommuns kulturpris.

## Medlemmar

### Nuvarande medlemmar
- Anders Olsson – sång, gitarr, keyboard (1974–idag)
- Per Göran (Pex) Svensson – basgitarr, sång (1974–idag)
- Jan Wellbo – sång, keyboard (1974–idag)
- Lars Lundgren – sång, gitarr, keyboard (1989–idag)
- Joachim Sehlin – sång, trummor (2008–idag)

### Tidigare medlemmar
- Göran Sonesson – trummor, sång (1995–2008)
- Henri Saffer – gitarr, saxofon (1983–1984)
- Stefan Forslund – trummor, sång (1985–1995)
- Peter "Pidde" Persson – keyboard (1974–1977)
- Kent Nilsson – trummor (1974–1985)
- Jan (Jens) Persson – sång (1974–1977)
- Tommy Frank – keyboard, saxofon, sång (1977–?)
- Jan Svensson – sång, gitarr (1982)
- Janne Ljungdahl – sång (1978–1982 )
- Marianne Olsson - sång, piano (1974–1975)

## Diskografi
- LP:Alla tiders bil - 1976
- LP:Jag vill vara den du ringer till - 1977
- LP:Perikles 3 - 1978
- LP:Marie, Marie - 1982
- Singel:"Marie, Marie" - 1982
- Singel:"Var ska vi sova i natt?" - 1982
- LP:Ljuva livet - 1984
- Singel:"Sofia" - 1991
- MC:Perikles live 1 - 1991
- MC:Perikles live 2
- MC:Perikles live 3
- Singel:"It should have been me"/"När mörkret faller på" -1989
- CD-singel:"Var ska vi sova i natt?" - 1993
- CD:Namn & Nummer - 1993
- CD:Vill du resa till månen med mej? - 1994
- CD-singel:"Susanna" - 1996
- CD:Fiffty Fiffty - 1997
- CD:Härligt - 2000
- CD-singel:"Kom och värm mig" -2000
- CD-singel:"Var ska vi sova i natt?" -2001
- CD:Live-02 - 2002
- CD-singel:"Vi lever" - 2005
- CD:Varning för hunden - 2008
- CD:Var ska vi sova inatt - en samling - 2010
- CD:Vicken Fest - 2013
- CD:"Ge mig ditt namn Ge mig ditt nummer -  en samling" - 2014
- CD:"Heta Pojkars Flickor" - 2015
- CD:"All Inclusive - The Best Of - en samling" - 2016
- CD:" Ett, Två - Let's Go" - 2017
- CD:" Den coolaste bruden i stan" - 2019
- CD: "Ba ba ba" - 2021
- CD: "Check på den" - 2024

## Testades på Svensktoppen men missade listan
- "Vänta till i morgon" – 1997
- "Kom och värm mej" – 2000

## Kända låtar
- "Var ska vi sova inatt?"
- "Vi sover ännu tillsammans"
- "Finns det nån annan nu"
- "Fredagsblod"
- "Vill du resa till månen med mig?"
- "Turning Torso"
- "Du bara Du"
- "Boom boom boom"
- "Varje litet ögonkast"
- "Guardian Angel"
- "Sylvia's mother"
- "Ge mig ditt namn, ge mig ditt nummer"